# Dombühl
Dombühl est une commune (Markt) allemande de Bavière, située dans l'arrondissement d'Ansbach et le district de Moyenne-Franconie.

## Géographie

Situation de Dombühl (en rouge) dans la communauté administrative (en violet) et dans l'arrondissement d'Ansbach

Dombühl est située à 12 km au nord de Feuchtwangen et à 23 km à l'ouest d'Ansbach, le chef-lieu de l'arrondissement, dans le Parc naturel de Frankenhöhe et fait partie de la communauté administrative de Schillingsfürst.
Communes limitrophes (en commençant par le nord et dans le sens des aiguilles d'une montre) : Schillingsfürst, Leutershausen, Aurach, Feuchtwangen et Wörnitz.

## Histoire
La première mention écrite de Dombühl date de 1252 et a appartenu aux domaines des princes-évêques d'Eichstätt jusqu'à la sécularisation de leurs domaines sur ordre de Napoléon Ier en 1803. Dombühl est alors intégrée à la principauté d'Ansbach, puis au royaume de Bavière en 1806.
Dombühl obtient le statut de commune en 1818 et rejoint l'arrondissement de Rothenburg ob der Tauber jusqu'à la disparition de ce dernier.

## Démographie
| 1910 | 1933 | 1939 | 2003  | 2009  |
| ---- | ---- | ---- | ----- | ----- |
| 584  | 601  | 590  | 1 705 | 1 654 |